# Konwój Nebi Daniel
Konwój Nebi Daniel (hebr. שיירת נבי דניאל) – izraelski konwój złożony z samochodów ciężarowych jadących podczas wojny domowej w Mandacie Palestyny z Jerozolimy do bloku żydowskich osiedli Gusz Ecjon w górach Judei. W dniu 27 marca 1948 roku konwój w drodze powrotnej wpadł w zasadzkę przygotowaną przez arabskie siły Armii Świętej Wojny. W zasadzce zginęło 14 członków konwoju.

## Tło wydarzeń
Gusz Ecjon była grupą osiedli żydowskich położonych w górach Judei, bezpośrednio na południe od miast Betlejem i Jerozolima. Trzon bloku osiedli składał się z czterech osad rolniczych, które zostały założone w latach 1940-1947 na nieruchomościach zakupionych przez żydowskie organizacje syjonistyczne. Jako pierwszy, w 1927 roku powstał kibuc Migdal Eder. Jego całkowita izolacja została przerwana dzięki założeniu w 1945 roku sąsiedniego kibucu Massu’ot Jicchak. Następnie w 1946 roku powstał kibuc En Curim, a w 1947 roku kibuc Rewadim. Pod koniec 1947 roku blok osiedli Gusz Ecjon zajmował powierzchnię 20 km² i liczył 450 mieszkańców, w tym 69 dzieci. Społeczności były całkowicie izolowane i otoczone przez nieprzyjaźnie nastawione osady arabskie.
Przyjęta 29 listopada 1947 roku Rezolucja Zgromadzenia Ogólnego ONZ nr 181 przyznała obszar Gusz Ecjon przyszłemu państwu arabskiemu, które miało powstać w Palestynie. Przywódcy społeczności żydowskiej zaakceptowali ten plan, jednak dowództwo organizacji paramilitarnej Hagana podjęło decyzję o nie ewakuowaniu mieszkańców Gusz Ecjon. Tymczasem Arabowie odrzucili rezolucję ONZ i dzień później doprowadzili do wybuchu wojny domowej w Mandacie Palestyny. W jej pierwszej fazie arabskie ataki były skoncentrowane na żydowskie linie komunikacyjne, które przebiegały przez tereny i miejscowości, w których społeczność arabska miała przewagę ilościową. W ten sposób rozpoczęła się „wojna o drogi”. Na początku grudnia 1947 roku w rejon Jerozolimy dotarł pierwszy oddział Armii Świętej Wojny dowodzony przez Abd al-Kadir al-Husajniego. Podszedł on ze swoim liczącym około stu bojowników oddziałem do wsi Surif, na południowy zachód od Jerozolimy. Dołączyło tu do niego wielu młodych arabskich wieśniaków, z których niektórzy byli weteranami brytyjskiej armii. W ten sposób jego siły bardzo szybko urosły do kilku tysięcy ludzi. Ich celem było sparaliżowanie żydowskiej komunikacji w regionie oraz całkowite odcięcie Zachodniej Jerozolimy. Normalnie do bloku Gusz Ecjon każdego dnia docierał transport z zaopatrzeniem, oraz regularnie kursował autobus. Nałożona arabska blokada spowodowała, że trwająca zazwyczaj 30 minut podróż z Jerozolimy do Gusz Ecjon stała się niezwykle trudna. Powtarzające się ataki spowodowały, że pojazdy jadące do Gusz Ecjon nie mogły poruszać się samodzielnie i były łączone w konwoje. Każdy wyjeżdżający z Jerozolimy konwój musiał mieć zabezpieczoną odpowiednią eskortę i posiadać dokładnie zaplanowaną trasę przejazdu. Konwojom takim czasami towarzyszył oficjalny patrol umundurowanej Policji Żydowskich Osiedli (hebr. Miszteret Ha-Jiszuwim Ha-Iwrijim). W dniu 11 grudnia 1947 roku wysłano konwój czterech samochodów ciężarowych, który wpadł w zasadzkę. Zginęło wówczas 10 Żydów. Konwój ten przeszedł do historii jako Konwój Dziesięciu. Jedna z konsekwencji tego ataku była przeprowadzona 5 stycznia 1948 roku ewakuacja wszystkie matki z dziećmi z Gusz Ecjon (zamieszkały w klasztorze Sióstr Syjońskich w Jerozolimie). W dniu 12 stycznia wysłano konwój czterech samochodów ciężarowych z materiałami wybuchowymi, koktajlami Mołotowa i amunicją (eskortę stanowiło 15 uzbrojonych osób). Został on zaatakowany w pobliżu arabskiej wioski al-Chadr, ale zdołał bez strat dotrzeć do Gusz Ecjon. 13 stycznia konwój 23 samochodów ciężarowych natknął się w rejonie Betlejem na liczne blokady drogowe. Po stracie 2 ludzi i kilku pojazdów, konwój zawrócił. Następnego dnia (14 stycznia 1948 r.) doszło do I bitwy o Gusz Ecjon, w której Arabowie stracili około 200 zabitych i wielu rannych. Po przegranej Abd al-Kadir al-Husajni zrezygnował ze swoich planów zdobywania żydowskich osiedli i ponownie skoncentrował ataki na drogach. Tymczasem sytuacja odizolowanego bloku osiedli była bardzo ciężka – w kibucach brakowało amunicji, leków, materiałów opatrunkowych i przede wszystkim obrońców. Z tego powodu dowodzący ich obroną Uzi Narkiss zażądał ewakuacji rannych i dostarczenia uzupełnień. W dniu 16 stycznia 1948 roku doszło do rozbicia konwoju trzydziestu pięciu, w którym zginęło 35 żydowskich żołnierzy. Cała historia konwoju była wielkim wstrząsem dla społeczności żydowskiej w Palestynie. W kolejnych tygodniach siły arabskie utrzymywały blokadę Gusz Ecjon, a Żydzi usiłowali dostarczać zaopatrzenia przy pomocy zrzutów z lekkich samolotów Piper Cub. Ich wielkość była jednak nie wystarczająca, i sytuacja Gusz Ecjon systematycznie się pogarszała. Kilkakrotnie rozważana była możliwość ewakuacji osiedli, ostatecznie jednak podjęto decyzję o ich pozostawieniu. Kierowano się przy tym głównie ich strategicznym położeniem, na drodze z Hebronu do Jerozolimy. Utrzymanie bloku umożliwiało obronę Jerozolimy od południa, skąd mogły nadejść wojska egipskie. Brytyjczycy umożliwili konwojowanie niewielkich konwojów z zaopatrzeniem dla Gusz Ecjon, nałożyli jednak przy tym bardzo surowe ograniczenia zakazujące przewożenie sprzętu wojskowego i amunicji. Z tego powodu Hagana nadal usiłowała organizować niezależne konwoje, które były narażone na arabskie ataki. W marcu 1948 roku nastąpiło względne uspokojenie w większości rejonów prowadzonych walk. Wykorzystano to na poprowadzenie konwoju do Gusz Ecjon – zdołał on dojechać, rozładować sprzęt i ładunki, a następnie bezpiecznie powrócić do Jerozolimy, zanim Arabowie zorientowali się i zdołali zorganizować punkty kontrolne na drogach. Zachęciło to dowództwo Hagany do zorganizowania dużego konwoju, który miał przewieźć 120 ton zaopatrzenia i sprzętu, oraz około 150 żołnierzy. Za jego organizację odpowiadał Michel Szacham. Całe zaopatrzenie zgromadzono w sierocińcu Schnellera w północnej części Jerozolimy. Następnie zgromadzono wszystkie pojazdy opancerzone dostępne w tym czasie w obszarze miasta – były to 33 opancerzone samochody ciężarowe, 4 opancerzone autobusy oraz 13 samochodów pancernych. Dołączyły do nich jeszcze opancerzona ciężarówka specjalnie przygotowana do przełamywania zapór drogowych (posiadała wzmocniony pług i dźwig). Część pojazdów została skonfiskowana przez Haganę – miały one wracać do Tel Awiwu, ale droga została zablokowana. Gdy okazało się, że pozostają one w Jerozolimie, zdecydowano się wysłać je do Gusz Ecjon, ale ich kierowcy odmówili udziału w tak trudnej podróży. Wtedy pojazdy skonfiskowano. Ogółem w skład konwoju weszło 51 pojazdów. W konwoju jechało 136 osób, w tym oddział wydzielony z 6 Batalionu Palmach, który otrzymał do dyspozycji wyśmienite uzbrojenie z zapasów sił broniących Jerozolimę – 3 karabiny maszynowe, 13 lekkich karabinów maszynowych, 47 pistoletów maszynowych, 45 karabinów, 2 moździerze oraz 4 saperów z materiałami wybuchowymi. Konwój otrzymał kryptonim „Lea”, a jego dowódcą został Cewi Zamir. Plan zakładał, że konwój wyruszy wcześnie rano w sobotę. Należało jak najszybciej dotrzeć do Gusz Ecjon, gdzie na rozładunek całego zaopatrzenia wyznaczono tylko 15 minut, po czym konwój miał pośpiesznie powrócić do Jerozolimy. Ścisłe trzymanie się rozkładu miało umożliwić uniknięcie przygotowania przez Arabów zasadzek w drodze powrotnej.

## Przebieg bitwy
Konwój wyruszył z Jerozolimy rankiem 27 marca 1948 roku. Wyjazd odbył się z czterogodzinnym opóźnieniem, o godz. 8 rano. Był już biały dzień. Dowódca konwoju miał łączność radiową (krótkofalówka) z lekkim samolotem Auster, który został uzbrojony w bombę 20 kg i patrolował drogę. Dzięki temu zwiadowi lotniczemu, dowodzący konwojem na bieżąco znał sytuację w całej okolicy. Droga do Gusz Ecjon przebiegła spokojnie i bez żadnych opóźnień. Na czele konwoju jechał mały samochód pancerny wyposażony w krótkofalówkę – jego zadaniem była wypatrywanie zasadzek, blokad drogowych i innych niebezpieczeństw. W pewnej odległości za nim jechało kilka pojazdów opancerzonych z pojazdem do przebijania się przez blokady. Dopiero za nimi jechały samochody ciężarowe z autobusami, a na końcu konwoju pięć samochodów pancernych. Około godz. 9:30 konwój dotarł do żydowskich osiedli, których mieszkańcy entuzjastycznie ich przywitali. Mieszkańcy osiedli byli przygotowani na przyjęcie konwoju, a we wszystkich osiedlach wzmocniono posterunki strażnicze. Większość ludzi zwolniono z normalnych codziennych zajęć, uruchamiając specjalne patrole wzdłuż głównej drogi z Jerozolimy do Hebronu. Na drogach wjazdowych umieszczono policjantów, którzy kierowali ruchem nadjeżdżających ciężarówek konwoju, tak aby jak najszybciej dotarły do miejsc rozładunku. Zadbano także o lądowisko dla samolotu, gdyby zaszła potrzeba uzupełnienia paliwa. Obrona Gusz Ecjon pozostawała w stałej łączności radiowej z dowództwem naczelnym w Jerozolimie, z konwojem oraz z samolotem zwiadowczym. Po dotarciu konwoju, samochody ustawiono w półkolu i rozpoczęto rozładunek towarów. Wszystko przebiegało szybko i sprawnie, pojawiły się jednak trudności z wyładowaniem byka i dwóch mułów. Gdy okazało się, że w osiedlach brakuje pożywienia dla tych zwierząt, postanowiono ponownie przewieźć je do Jerozolimy. Kolejnym poważnym problemem było uszkodzenie samolotu podczas lądowania. Dowództwo w Tel Awiwie rozkazało, aby samolot załadować na puste ciężarówki i przewieźć na równinę nadmorską. Do konwoju dołączyła także grupa 85 studentów wracających do Jerozolimy. W rezultacie, postój konwoju wydłużył się z planowanych 15 minut do 2 godzin. Miało to brzemienne skutki dla całego konwoju.
W międzyczasie, po okolicznych arabskich wsiach rozeszła się wiadomość o żydowskim konwoju. Muezzini zaczęli wzywać z minaretów wiernych muzułmanów do powstania, w rezultacie czego arabscy wieśniacy zorganizowali się i zablokowali powrotną drogę do Jerozolimy. W rejonie drogi zgromadziło się kilkuset Arabów z wiosek Nahhalin, Halhul, Artas, Bajt Dżala i Betlejem. Oddziałami milicji Armii Świętej Wojny dowodził Ibrahim Abu Daja. Usypali oni z kamieni i skał kilka prowizorycznych barykad drogowych, które skutecznie zamknęły przejazd drogą do Jerozolimy. Żydowski samolot zwiadowczy przeleciał nad rejon koncentracji Arabów i przekazał wiadomość, że przejazd jest nie możliwy. Dowódca konwoju musiał podjąć decyzję, czy odłożyć powrót na inny termin. Można było także wybrać drogę przez Bajt Dżibrin, Har-Tuw i Sza’ar ha-Gaj, ale Cewi Zamir uznał, że dysponuje tak dużą siłą, że bez większego trudu przebije się z powrotem.
O godz. 11:30 konwój opuścił Gusz Ecjon i ruszył w drogę powrotną. Na przodzie jechał zwiadowczy samochód pancerny, następnie ciężarówka do przełamywania blokad i kilka pojazdów opancerzonych. Wzdłuż samochodów ciężarowych rozrzucono uzbrojone pojazdy ochrony, a radiostacja jechała w samym środku konwoju. Od samego początku podróży zwrócono uwagę, że droga jest opuszczona, a nawet na polach nie ma żadnych chłopów. Bardzo szybko napotkano na pierwszą blokadę. Dzięki opancerzonemu samochodowi ciężarowemu przystosowanemu do przełamywania barier, zdołano przebić się przez sześć kolejnych blokad. Około godz. 12 w południe, przy pokonywaniu trzeciej blokady, arabskie pociski przebiły opony pierwszej ciężarówki, która dalej poruszała się na obręczach. Na przedmieściach Betlejem przy Basenach Salomona napotkano na siódmą barierę usypaną z głazów z pobliskiego wzgórza. (Od miejsca zasadzki przyjęto nazwę konwoju, przy czym za błędną informacją radiową przyjęto nazwę „konwój Nebi Daniel” – w rzeczywistości do zasadzki doszło przy Basenach Salomona, obecnie znajduje się w tym miejscu obóz uchodźców palestyńskich Duhajsza.) Po wielu próbach, pod ciężkim ostrzałem, uznano, że blokady nie da się przebić. Przez cały ten czas, pozostałe pojazdy pozostawały w odległości 200 metrów za pierwszym samochodem opancerzonym. Pojazd był uszkodzony i nie był w stanie wycofać się, większość członków jego załogi była ranna. Niepowodzeniem zakończyły się także próby podjechania innymi opancerzonymi pojazdami z odsieczą – pod silnym ogniem musiały one zawrócić. Na podstawie otrzymywanych informacji, dowództwo w Jerozolimie postanowiło uruchomić rezerwę z kibucu Ramat Rachel. Cztery rezerwowe opancerzone pojazdy podjęły próbę dotarcia do Betlejem i rozbicia blokady od drugiej strony, napotkały jednak na silny opór i musiały zawrócić. O godz. 12:30 samolot patrolowy przeleciał nad drogą między Betlejem a Jerozolimą, informując, że na drodze jest widocznych wiele blokad i dużo uzbrojonych Arabów. Dostrzeżono również koncentrację arabskich sił w południowych dzielnicach Jerozolimy. Wszystkie te informacje spowodowały, że zrezygnowano z kolejnymi próbami przybycia z pomocą z kibucu Ramat Rachel. Tymczasem część pojazdów konwoju została już uszkodzona i samochody te nie mogły się dalej poruszać. Kilka pocisków przeciwpancernych spowodowało wywrócenie się pojazdów, a członkowie ich załóg byli ranni. Arabowie podjęli także próbę bezpośredniego szturmu. Zbiegając z okolicznych wzgórz dotarli na odległość 300 metrów od konwoju, zostali jednak zatrzymani ogniem ochrony. Cewi Zamir postanowił wówczas, że konwój zawróci do Gusz Ecjon. Okazało się jednak, że na drodze powrotnej zostały ponownie usypane blokady drogowe, a pociski uszkodziły kolejne samochody. Większość pojazdów nie była w stanie już powrócić. Zvi Amir objął więc dowództwo nad grupą powrotną, przekazując dowodzenie nad konwojem dowódcy plutonu Palmach, Arie Amitowi. Do Gusz Ecjon zdołało przedrzeć się jedynie 5 opancerzonych pojazdów i 5 ciężarówek z częściami samolotu.
Pozostali na polu bitwy obrońcy postanowili ukryć się w pobliskim samotnym domu, który stał tuż przy drodze. Podjechali do niego opancerzonymi samochodami, po czym saperzy otworzyli ładunkami wybuchowymi wejście do domu. Następnie samochodami przewieziono kolejnych ludzi, którzy przeskakując z pojazdu do pojazdu, wchodzili do domu. Był to stary arabski dom z grubymi, kamiennymi ścianami. Wewnątrz były dwie duże izby, w których zgromadzono rannych. Około godz. 16:00 około połowa ludzi konwoju była już w tym budynku, a pojazdy opancerzone ewakuowały dalej rozrzuconych obrońców. Do domu przeniesiono także nadajnik radiostacji. Wokół domu ustawiono opancerzone pojazdy i rozpoczęto obronę. Żołnierze żydowscy zajęli także pozycje na dachu domu, skąd prowadzili ogień do napastników. Obrońcy byli zmęczeni, spragnieni, wielu z nich było rannych, a ponad połowa nie miała broni. Mogli oni oczekiwać jedynie na odsiecz z Jerozolimy, lub interwencję Brytyjczyków. Przez cały ten czas samolot zwiadowczy latał nad okolicą, przeprowadzając kilka ataków bombowych. Arabowie zajęli natomiast pozycje na grzbiecie położonego po stronie południowej wzgórza, zabarykadowali również domy na wschodzie, zachodzie i północy. Naprzeciwko ustawili stanowiska karabinu maszynowego oraz moździerza. Tymczasem w Jerozolimie, żydowscy urzędnicy usiłowali przekonać Brytyjczyków, by interweniowali i uratowali konwój. Spotkano się jednak z odmową – brytyjscy oficerowie odpowiedzieli, że nie byli poinformowani wcześniej o wyruszeniu konwoju i nie są teraz odpowiedzialni za jego losy.
Wieczorem Arabowie obrzucili butelkami zapalającymi pojazd służący do przebijania się przez bariery. Zaczął się on palić. Próby ugaszenia ognia nie powiodły się, jednak ranni żołnierze pozostali na swoich stanowiskach strzeleckich. Gdy Arabowie zbliżyli się, doszło do silnej eksplozji amunicji, w wyniku której zginęło kilku żydowskich obrońców, jak i wielu arabskich napastników będących na zewnątrz opancerzonego pojazdu.
W tym samym czasie obrońcy Gusz Ecjon zaczęli organizować odsiecz dla konwoju. Przygotowano 7 opancerzonych pojazdów i wysłano samolot zwiadowczy. Pilot poinformował, że wzdłuż drogi prowadzącej do Betlejem dostrzegł duże skupiska Arabów i wiele barier drogowych. Biorąc pod uwagę niewielką ilość własnych sił, podjęto decyzję o pozostaniu na miejscu, aby nie osłabiać obrony Gusz Ecjon. Wieczorem od strony Hebronu nadjechał arabski pojazd opancerzony, który ostrzelał kibuc Kefar Ecjon. Było to dodatkowym czynnikiem, potwierdzającym słuszność pozostawienia na miejscu ochrony Gusz Ecjon. Mieszkańcy bloku osiedla byli głęboko rozdarci, gdyż nie mogli pomóc tym, którzy z narażeniem własnego życia dostarczyli im zaopatrzenie.
Tymczasem obrońcy konwoju przygotowali się do nocnej walki obronnej w samotnym domu. Przy wejściu do domu ustawiono trzy opancerzone samochody, które stanowiły wysunięte stanowiska ogniowe. Na dachu umieszczono 4 karabiny maszynowe, które mogły prowadzić ogień w czterech kierunkach. Ich stanowiska ubezpieczono wysokim kamiennym murem. Przez cały ten czas Arabowie prowadzili ciężki ostrzał, i wieczorem przesunęli linię swoich pozycji na odległość 250 metrów od domu. Kolejne próby ataków były odpierane. Ogólna sytuacja obrońców była bardzo zła. Liczba rannych wynosiła w tym czasie 25. Każda próba ucieczki pieszo pod osłoną nocy była niemożliwa – tak z powodu okrążenia, jak i ze względu na liczbę rannych i brak broni oraz amunicji. Przed północą Arabowie przeprowadzili silny szturm, podchodząc na odległość 70-80 metrów od domu. Krzycząc po arabsku, hebrajsku i angielsku, wzywali Żydów do złożenia broni. Podpalono stojące wokół samochody, jednak sam atak na dom został odparty granatami. W nocy obrońców wsparły 2 lekkie samoloty, które lecąc bez świateł zbombardowały arabskie pozycje wokół oblężonego domu. Walka trwała przez ponad 12 godzin.
Przywództwo żydowskie dobrze rozumiało, że nie jest w stanie na własną rękę udzielić pomocy oblężonym. Zwrócono się więc z prośbą do Międzynarodowego Czerwonego Krzyża o pomoc przy ewakuacji rannych i kobiet. Pod długich rozmowach, dopiero rankiem brytyjski oficer zgodził się rozpocząć negocjacje z Arabami. O godz. 6:30 rano brytyjski oddział pancerny wyruszył do Betlejem. Na drodze napotkał on wiele blokad drogowych, niektóre z nich były rozmieszczone w odległości 100 metrów od siebie. Jednostka dysponowała własnymi saperami, którzy szukali podłożonych min. O godz. 8:00 brytyjski oddział dotarł do Betlejem, a jego dowódca skontaktował się z arabskimi przywódcami. Brytyjczycy byli ostrzegani, że każda próba ewakuacji żydowskich pojazdów lub udzielenia pomocy Żydom, napotka na silny opór Arabów. Negocjacje trwały przez dwie godziny, a w międzyczasie żydowskie samoloty zbombardowały arabskie pozycje. Brytyjski oddział zbliżył się na odległość około 1 km od miejsca starcia, nie podejmował jednak dalszych działań, oczekując na wynik negocjacji. W ich rezultacie ogłoszono zawieszenie broni i kapitulację żydowskiego konwoju. Około godz. 14:00 zapadła cisza. Brytyjczycy zażądali od obrońców złożenia broni, jednak negocjacje w tej sprawie przeciągały się. Dopiero około godz. 17 obrońcy złożyli broń (wielu z nich niszczyło karabiny zanim je oddali), a następnie około 130 ocalonych zostało bezpiecznie wywiezionych brytyjskimi pojazdami wojskowymi. W starciu zginęło 13 Żydów (jedna osoba ranna zmarła podnosząc liczbę zabitych do 14), a dalszych 40 zostało rannych. Wywiad ocenił straty arabskie na 25 zabitych i 60 rannych.

## Reakcje i następstwa
Tego samego dnia został rozbity konwój Jechi’am jadący do kibucu Jechi’am w Zachodniej Galilei. Klęska tego konwoju była największą dotychczasową porażką żydowską w tej wojnie. 31 marca porażkę poniósł konwój jadący do Jerozolimy (konwój Chulda). W ciągu jednego tygodnia Hagana poniosła trzy dotkliwe porażki, odnosząc przy tym bardzo duże straty. Dowództwo wyciągnęło z tego wniosek, że taktyka konwojów zawiodła i należy poszukiwać innej metody dostarczania zaopatrzenia do izolowanych społeczności. W rezultacie wdrożono w życie Plan Dalet.
Po bitwie konwoju Nebi Daniel komunikacja z Gusz Ecjon została całkowicie przerwana. Obrońcy bloku osiedli dalej samotnie walczyli, aż do kolejnej bitwy o Gusz Ecjon, podczas której w dniu 13 maja 1948 roku osiedla zdobyli jordańscy żołnierze.